# تاج طلایی

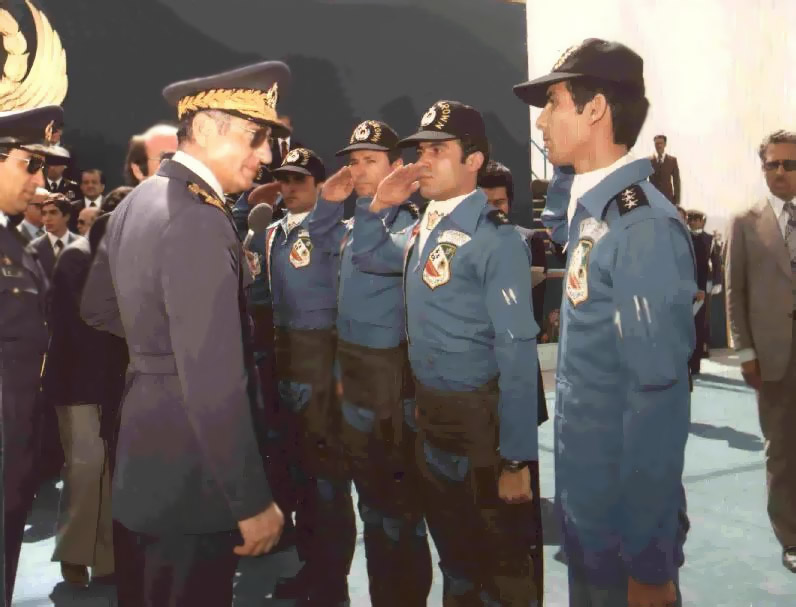
بازدید محمدرضا شاه از تیم آکروجت تاج طلایی نیروی هوایی شاهنشاهی.

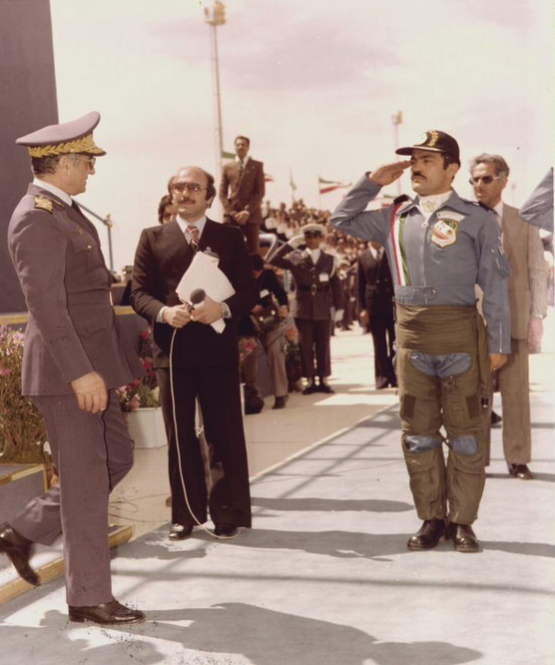
منوچهر خلیلی لیدر تیم آکروجت تاج طلایی نیروی هوایی، در حین ادای سلام نظامی به محمدرضاشاه پهلوی در پایگاه خاتمی اصفهان، آبان ۱۳۵۵ خورشیدی.

تاج طلایی نخستین و تنها تیم آکروجت تاریخ ایران است که در زمان حکومت محمدرضا پهلوی بنیان‌گذاری شد و به فعالیت مشغول بود. تاج طلایی زیرمجموعه‌ای از نیروی هوایی شاهنشاهی بود. این تیم با تلاش نادر جهانبانی و با الهام‌گرفتن از تیم آکروجت «فروغ‌های آسمان» (به انگلیسی: Sky Blazers) ایالات متحده آمریکا، در سال ۱۳۳۷ شکل گرفت و در سال ۱۳۵۷ با وقوع انقلاب ۱۳۵۷ برای همیشه منحل شد. این تیم در زمان جنگ سرد موفق شده بود در چندین رقابت جهانی شرکت کند و افتخاراتی به‌دست آورد.
تیم تاج طلایی طی سال‌های فعالیت خود از هواپیماهای اف-۸۴، اف-۸۶، اف-۵ استفاده می‌کرد. این تیم در زمان پیروزی انقلاب ۱۳۵۷ همزمان با انحلال سایر یگان‌های ارتش شاهنشاهی ایران منحل شد و خلبانان آن در نیروی هوایی ارتش جمهوری اسلامی ایران جذب شدند.

## شکل‌گیری
هنگامی که کاربرد هواپیماهای جت در صنعت هوانوردی جهان در حال محقق‌شدن بود، در ایران نیز فرماندهان نیروی هوایی شاهنشاهی به فکر استفاده از این فناوری در این نیرو بودند. از این رو در اولین گام هواپیمای تی-۳۳ شوتینگ‌استار سفارش داده شد. ۱۴ نفر از خلبانان زبده در دی ۱۳۳۴ به پایگاه هوایی فورستنفلدبروک آلمان اعزام شدند. از این گروه ۱۴ نفره، ۹ نفر پس از چند ماه به ایران بازگشتند (همزمان با تحویل شوتینگ‌استارها در سال ۱۳۳۵) و مابقی به کسب آموزش‌ها ادامه دادند و در سال ۱۳۳۷، همزمان با ورود هواپیمای اف-۸۴ تاندرجت به ایران بازگشتند. گروه دوم شامل نفراتی همچون نادر جهانبانی، سیامک جهان‌بینی، محمد خاتمی، امیرحسین ربیعی و عبدالحسین مینوسپهر بود. ایده تشکیل یک تیم آکروجت هوایی از همان ابتدا در این گروه شکل گرفت. با موافقت فرماندهان نیروی هوایی، این گروه شروع به انجام تمرینات تخصصی کرد و پس از ۷۲ جلسه تمرین، در تیر ۱۳۳۷ اولین نمایش خصوصی را عرضه کردند که با استقبال مقامات حکومتی روبرو شد. بعد از ۱۴۷ جلسه تمرین، اولین نمایش عمومی در ۸ آبان ۱۳۳۷ در فرودگاه مهرآباد توسط ۴ فروند اف-۸۴ انجام شد. در همان زمان نام «تاج طلایی» برای این تیم انتخاب شد.

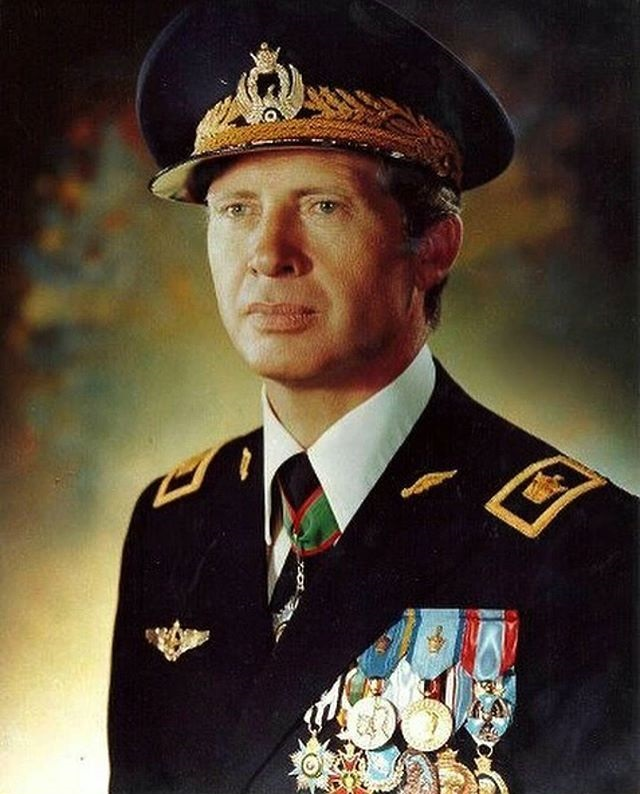
سپهبد خلبان نادر جهانبانی

## هواپیماها
تیم آکروجت تاج طلایی نخست با ۴ فروند جت اف-۸۴ (۸ آبان ۱۳۳۸) نمایش خود را آغاز کرد و بعدها با شکاری‌های اف-۸۶ در گروه‌های ۴، ۵ و ۶ فروندی، به اجرای نمایش هوایی پرداخت. این تیم در طی ده سال یعنی از ۱۳۴۰ تا ۱۳۵۰ (به استثنای سال‌های ۱۳۴۷ و ۱۳۵۰ که با اف-۵ پرواز می‌کرد)، عملیات پروازی خود را با هواپیمای جت اف-۸۶ انجام می‌داد. پرواز با هواپیمای اف-۵ از سال ۱۳۵۰ آغاز شد و تا سال ۱۳۵۷ حدود ۲۱ نمایش هوایی با این جنگنده انجام شد.
هواپیماهای تیم از بدو تأسیس در ۱۳۳۷ تا سال ۱۳۵۷ از لحاظ تعداد به ترتیب جدول زیر بوده‌اند:
| نوع           | تصویر         | آرایش پروازی    | سال به‌کارگیری      |
| ------------- | ------------- | --------------- | ------------------ |
| اف-۸۴ تاندرجت | اف-۸۴ تاندرجت | ۴ و ۹ فروندی    | ۱۳۴۰–۱۳۳۷          |
| اف-۸۶ سیبر    | اف-۸۶ سیبر    | ۴، ۵ و ۶ فروندی | ۱۳۵۰–۱۳۴۰ بجز ۱۳۴۷ |
| اف-۵ تایگر    | نورثرپ اف-۵   | ۶ فروندی        | ۱۳۴۷ و ۱۳۵۰–۱۳۵۷   |

## نمایش‌ها

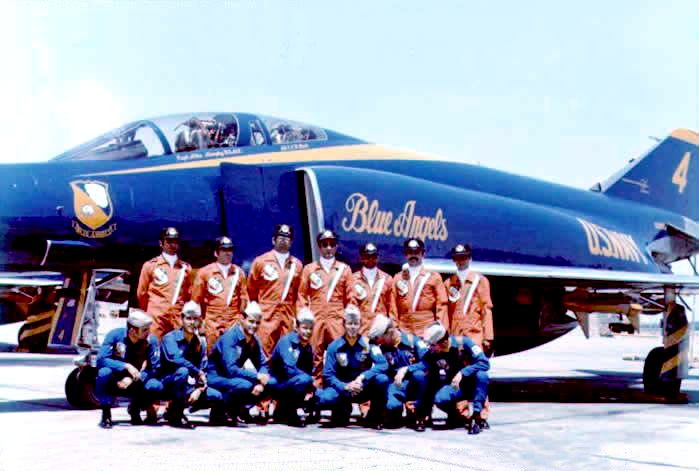
پرواز مشترک با تیم فرشتگان آبی- کوشک نصرت- ۱۹۷۳

اولین نمایش گروه آکروجت در تیر ۱۳۳۷ به‌صورت خصوصی انجام شد. اما اولین نمایش عمومی این تیم در تاریخ ۸ آبان ۱۳۳۷ در فرودگاه مهرآباد با تیم ۴ فروندی اف-۸۴ انجام شد.
در ۱۵ خرداد ۱۳۳۸ نمایش مشترک این تیم با تیم «فروغ‌های آسمان» (به انگلیسی: Sky blazers) از آمریکا که با هواپیماهای اف-۱۰۰ در نمایش شرکت کرده بودند، موجب رضایت و تأیید محمدرضا شاه قرار گرفت.

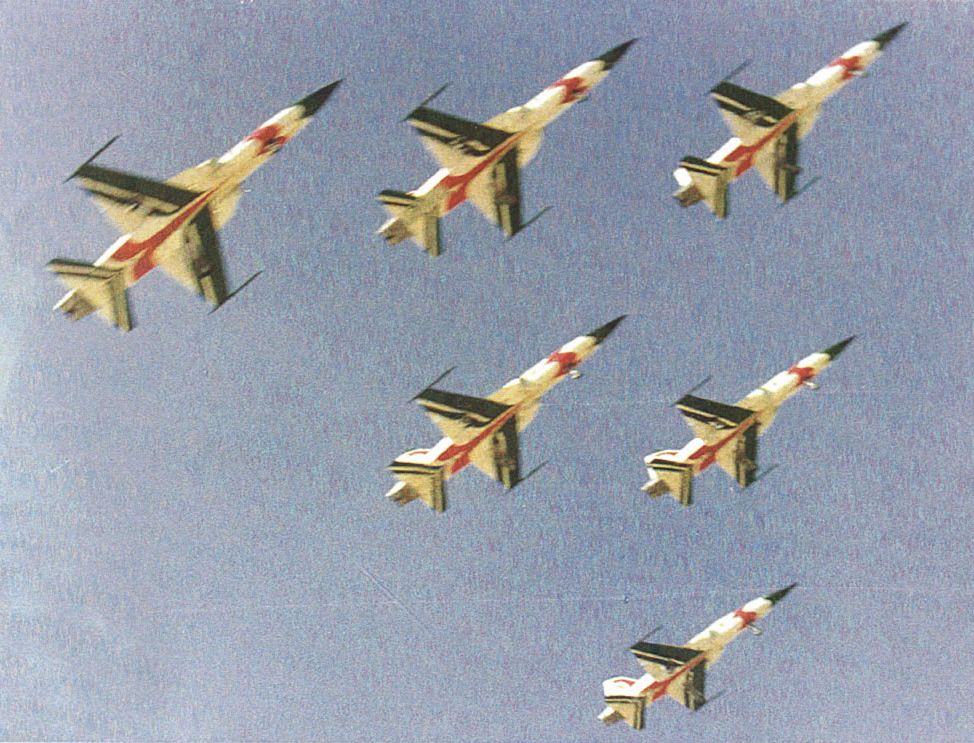
شش فروند اف-۵ تاج طلایی نیروی هوایی شاهنشاهی ایران در یک نمایش آکروجت

در ۲۵ مهر ۱۳۳۸، تیم آکروجت «نیزه‌داران سیاه» (به ایتالیایی: Lanceri Neri) از نیروی هوایی ایتالیا، با ۶ فروند هواپیمای اف-۸۶ سیبر به ایران آمد و نمایش مشترکی با تاج طلایی اجرا کرد.
در ۲۸ مهر ۱۳۴۰ تیم آکروجت فرانسه ملقب به پاسداران فرانسه (به فرانسوی: Patrouille de France) با ۶ فروند داسو میستره ۴ (به فرانسوی: Dassault Mystère IV) و تیم الماس‌های آبی از گردان هوایی ۹۲ نیروی هوایی سلطنتی بریتانیا با جنگنده‌های کانادایر سیبر نمایش مشترکی با تاج طلایی برگزار کردند.

در نمایش هوایی ۲۵ خرداد ۱۳۵۲ در فرودگاه کوشک نصرت، این تیم یک نمایش مشترک با تیم فرشتگان آبی (به انگلیسی: Blue Angels) متعلق به نیروی دریایی آمریکا انجام داد. در این نمایش ۶ فروند اف-۵ از ایران در کنار ۶ فروند اف-۴ فانتوم ۲ به نمایش پرداختند.

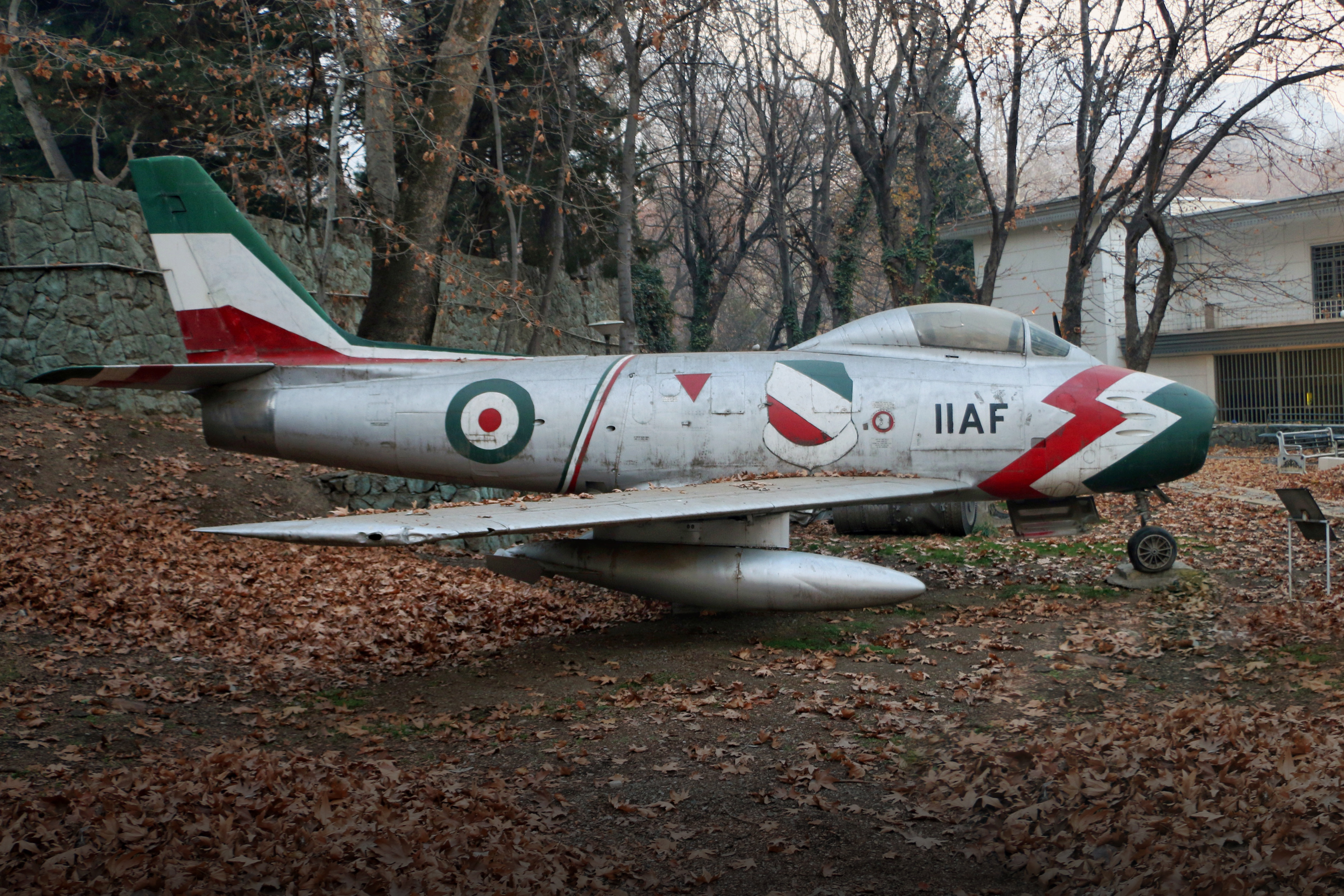
اف-۸۶ گروه تاج طلایی (رجیستر احتمالی:‌ ۱۲۱-۳) در محوطه موزه نظامی کاخ سعدآباد. نشان‌های روی بدنه‌ی این هواپیما حذف شده است.

## خلبانان
- محمد خاتمی
- نادر جهانبانی
- امیرحسین ربیعی
- عبدالحسین مینوسپهر
- آیت محققی
- بهرام هوشیار
- یدالله جوادپور
- یدالله شریفی‌راد
- اصغر ایمانیان
- فرهاد نصیرخانی
- چنگیز ماکویی
- بهمن باقری
- اسماعیل معماری
- قاسم فرجون
- نصرت‌الله عبداللهی فرد
- علی قاسمیان
- محسن پورصبا
- محمود بصیریان
- حیدر صفری
- علینقی عقیلی
- محمود ایمانیان
- ایمان جهانبانی
- منوچهر خلیلی
- وحید کیمیاگر
- سیامک جهان‌بینی
- اسدالله اکبری فراهانی
- نصرت دهخوارقانی
- مسعود کاکوان
- مهدی روحانی
- فریبرز پایور
- نادر یوسفی
- جواد رجبیان
- اصغر ابریشمیان
- مسعود تیموری
- فریدون ایزدستا
- سیاوش مکفی
- حبیب مسعودی
- اسماعیل غیور
- هوشنگ آقاسی بیک
- قاسم گلپرور
- امین بلغند
- مسعود مستوفی
- کاظم ظریف خادم
- جلال پیامی
- بیژن محمودآبادی